# Chrysotoxum cautum
Chrysotoxum cautum es una especie de mosca sírfida. Se distribuyen por el paleártico en Eurasia.